# Stan Silas
 (mai 2019).
Si vous disposez d'ouvrages ou d'articles de référence ou si vous connaissez des sites web de qualité traitant du thème abordé ici, merci de compléter l'article en donnant les références utiles à sa vérifiabilité et en les liant à la section « Notes et références ».
En pratique : Quelles sources sont attendues ? Comment ajouter mes sources ?
Stan Silas est un auteur de bande dessinée français né le 22 septembre 1977.
Après avoir tenu un blog bd de 2006 à 2011 sous le pseudo Sansanx, il débute professionnellement avec la série jeunesse La Vie de Norman publiée par Makaka.

## Albums publiés
- Le Meurtre en 3 leçons, Danger public, coll. « Miniblog », 2007  (ISBN 978-2-351-23183-8).
- La Vie de Norman, Makaka :
  1. La Vie de Norman, 2011  (ISBN 978-2-917371-22-0).
  2. Virée scolaire, 2011  (ISBN 978-2-917371-30-5).
  3. La Vengeance de Garance, 2012  (ISBN 978-2-917371-26-8).
  4. Histoires d'effrayance, 2012  (ISBN 978-2-917371-33-6).
  5. La Malédiction, 2013  (ISBN 978-2-917371-47-3).
- Sylvaine : Itinéraire d’une enfant pauvre, Makaka, 2013  (ISBN 978-2-917371-39-8).
- Biguden, EP :
  1. L'Ankou, 2014  (ISBN 978-2-88932-011-0).
  2. Bugul-Noz, 2015  (ISBN 978-2-88932-031-8).
  3. Dahut, 2016  (ISBN 978-2-88932-036-3).
- Super Caca (dessin), avec Davy Mourier (scénario), Delcourt, coll. « Jeunesse » :
  1. Rentrée des classes, 2016  (ISBN 978-2-7560-8174-8).
  2. Dream Ball, 2017  (ISBN 978-2-7560-9542-4).
  3. Le Temple de Seth, 2017  (ISBN 978-2-413-00377-9).
- Ocarina Marina : Face de bulot ! (dessin), avec Mr Tan (scénario), Milan, coll. « BD Kids », 2017  (ISBN 978-2-7459-8409-8).
- Parasites, EP :
  1. Duke, 2017  (ISBN 978-2-88932-037-0).
  2. Olga, 2018  (ISBN 978-2-88932-066-0).
  3. Agnès, 2019  (ISBN 978-2-88932-094-3).
- Lozère Apocalypse:
  1. Tome 1, 2023  (ISBN 978-2-80820-114-8).